# 小眼

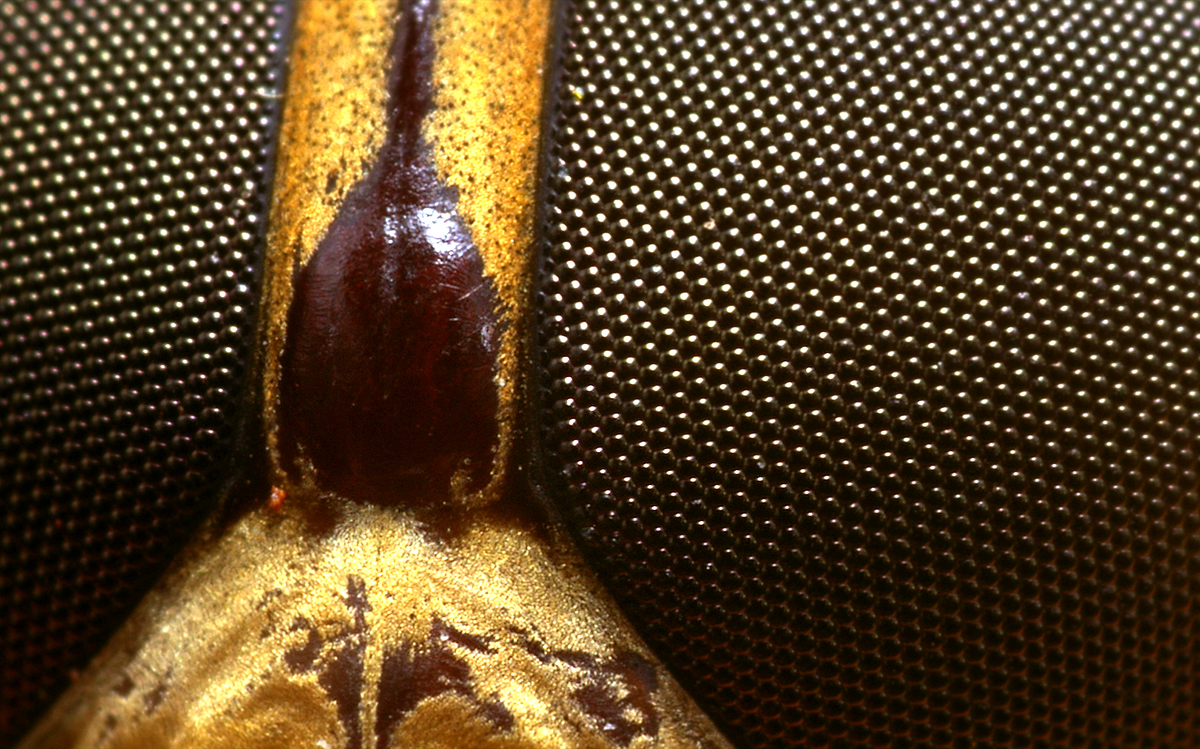
虻的單眼（圖中央偏左的棕色物）；兩側的網狀構造則為複眼。

小眼（Ommatidia），是複眼的組成部份，是一個細小的獨立感光組織，能夠分辨光暗及顏色。

## 組成
一个小眼由以下部分组成：
1. 角膜，
2. 晶锥，

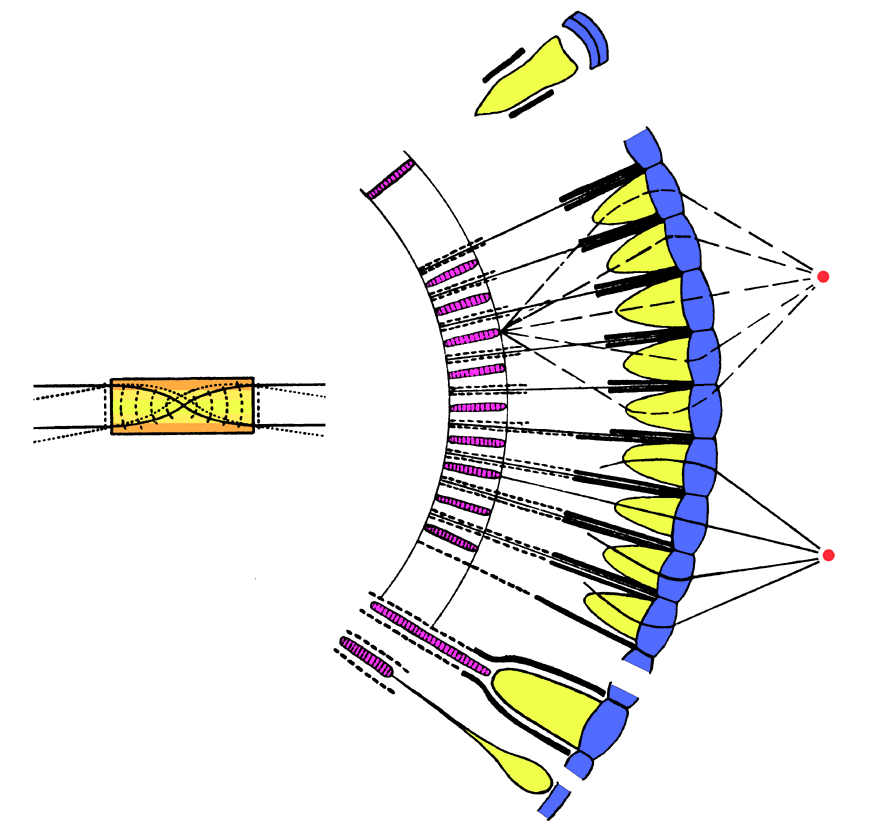
图中蓝色的部分为角膜，黄色部分为晶体圆锥，两侧的黑色细胞及其向内的延长线是色素细胞，紫色的部分为感杆，由单个感觉细胞的感杆分体组成

3. 初级色素细胞、次级色素细胞和圆形排列的8个视网膜细胞（感觉细胞）。
4. 基膜

其中角膜和晶锥的作用相当于透镜。视网膜细胞带微绒毛的一侧（8个感觉细胞组成的圆形的圆心侧）称为感杆束。晶锥和感杆束周围充满着色素细胞。
昆蟲的小眼面一般呈六角形，它的数目、大小和形状在各种昆虫中变异很大，雄性介壳虫的复眼仅由数个圆形小眼组成。家蝇的复眼由4000个小眼组成，蝶、蛾类的复眼有28000个小眼。小眼面的大小，不但在不同种的昆虫中不同，而且同一个复眼中不同部位的小眼面也可不同，如雄性牛虻，复眼背面的小眼面较大；有些毛蚊（Biblio），其前后部的小眼面的大小也不同，可划分为两个区域。这些变化与它们的生活习性等有关。小眼並不是一個完整的單眼，而是一個結構比單眼簡單的器官。